# 日本身体障害者団体連合会
社会福祉法人 日本身体障害者団体連合会（しゃかいふくしほうじん にほんしんたいしょうがいしゃれんごうかい）とは1958年に設立された身体障害者の団体である。略称は日身連（にっしんれん）。

## 概説
日本における身体障害者の団体の連合体である。47都道府県と16政令指定都市（17の政令指定都市のうち、相模原市を除く）の63の「身体障害者福祉協会」と2つの全国組織（日本オストミー協会と全日本難聴者・中途失聴者団体連合会）で構成されている。各都道府県、政令市の「身体障害者福祉協会」にはさらに下部自治体や地域の「身体障害者福祉協会」が加盟しているため、それらを合計すると1400もの団体が集まっている。
機関紙は「日身連」（月刊）。会長は阿部一彦 （仙台市障害者福祉協会）。日本障害フォーラム（JDF）に参加している。

## 歴史
- 1958年 - 日本身体障害者団体連合会発足、第1回日本身体障害者福祉大会を東京･九段会館で開催。初代会長は鈴木仙八（自民党所属の代議士）。
- 1984年 - 社会福祉法人認可。
- 1990年 - 中央身体障害者社会参加促進センター（現 中央障害者社会参加推進センター）を設立。
- 1999年 - 身体障害者相談員全国連絡協議会を設立。
- 2021年 - 東京2020パラリンピック競技大会への協力[1]。

## 主な活動
- 社会福祉法人が行う第二種社会福祉事業として、障害者の更生相談事業や障害者に係る社会福祉事業に関する連絡及び助成を行う事業。
- 日本身体障害者福祉大会（毎年春開催）の開催。
- 中央障害者社会参加推進センター事業の推進（相談事業、研修会、団体交流など）。
- 行政や政治に対するロビー活動、出版活動などを通じた社会への共生社会実現に向けての発信。
- 国際交流（「新アジア太平洋障害者の十年」APDF会議や国連障害者権利委員会などへの参加および政策提言、障害者の権利に関する条約の理念の実現。）
- JRグループのジパング倶楽部の身体障害者向け特別会員の受付業務。

## 参考資料
- 日本身体障害者団体連合会公式サイト
- 日本身体障害者団体連合会発行のパンフレット